# PlayZone
PlayZone (bis Ausgabe 04/2000 PlayStation Zone) war ein deutsches Videospiele-Magazin, das ausschließlich über Spiele für Sony-Spielkonsolen berichtete. Die Zeitschrift wurde von Computec Media in Fürth herausgegeben. PlayZone erschien monatlich, normalerweise am vorletzten Mittwoch des Vorvormonats und hatte pro Ausgabe etwa 100 Seiten. Die PlayZone wurde nach der Ausgabe 01/08 eingestellt.

## Ausgabeart
- PlayZone (Normalausgabe mit DVD)
- PlayZone Plus (Normalausgabe mit Doppel-DVD, nur im Abonnement erhältlich)
- PlayZone Premium (seit Ausgabe 04/2007 unregelmäßig etwa alle 3 Monate; Sonderversion mit Zusatzbeigaben)

## Inhalt

### Zeitschrift
Die Zeitschrift enthielt zu allen aktuell erhältlichen Sony-Videospieleplattformen (PlayStation 2, PlayStation 3 und PlayStation Portable)
folgende Informationen:
- Aktuelle Nachrichten, auch aus Japan
- Vorschauen (Previews) zu Spielen, die sich noch in der Entwicklung befinden
- Tests (Rezensionen) aktueller Spiele (kürzlich erschienen oder kurz vor dem Release stehend)
- Aktuelle Hardware-Vorstellungen (Konsolenzubehör)
- Tipps und Cheats zu aktuellen Spielen
- Jeden Monat eine andere Top 10 (neu seit Ausgabe 06/07)
- Für Spieler interessante Blu-ray-Filme (neu seit Ausgabe 06/07)

### Heft-DVD
DVD-Typ: DVD-10 (Beide Seiten der DVD mit max. je 4,7 GB Daten beschrieben)

Der dem Heft beigelegte Datenträger enthielt Vorschau- und Testvideos sowie Trailer zu aktuellen Videospielen.

## Wertungssystem
Für die Spieletests wurde ein einfaches Bewertungssystem verwendet. Neben den Einzelwertungen für:
- Steuerung
- Grafik
- Sound

wurde eine Gesamtwertung für den Einzelspielermodus und/oder für den Mehrspielermodus in Prozent angegeben. Diese Prozentzahlen entsprachen nicht dem Durchschnittswert der Einzelwertungen.

### Awards
PlayZone vergab Auszeichnungen (Awards) für
- das Spiel des Monats
- einen Einzelspieler-Hit (für Spiele ab einer Einzelspielerwertung von 85 Punkten)
- einen Mehrspieler-Hit (für Spiele ab einer Mehrspielerwertung von 85 Punkten)

## Auflagenstatistik
Mit dem Verkaufsstart der PlayStation 2 stieg die Auflage stark an.
Im dritten Quartal 2007 lag die durchschnittliche monatlich verkaufte Auflage nach IVW bei 19.524 Exemplaren. Das sind 21,3 Prozent (= 5.273) weniger Hefte als im Vergleichsquartal des Vorjahres. Die Abonnentenzahl nahm innerhalb eines Jahres um 20,8 Prozent auf jetzt 4.535 Abonnenten ab. Zuletzt bezogen 23,2 Prozent der Leser die Zeitschrift im Abonnement. Für das letzte Verkaufsquartal IV/2007 lagen der IVW keine Daten vor.
| Anzahl der verkauften Ausgaben | Anzahl der verkauften Ausgaben | Anzahl der verkauften Ausgaben | Anzahl der verkauften Ausgaben | Anzahl der verkauften Ausgaben |
| ------------------------------ | ------------------------------ | ------------------------------ | ------------------------------ | ------------------------------ |
| Quartal                        |                                |                                | Auflage a                      |                                |
| IV/1999                        | IV/1999                        |                                | 147.037                        | 147.037                        |
| IV/2000                        | IV/2000                        |                                | 68.453                         | 68.453                         |
| IV/2001                        | IV/2001                        |                                | 66.157                         | 66.157                         |
| IV/2002                        | IV/2002                        |                                | 73.955                         | 73.955                         |
| IV/2003                        | IV/2003                        |                                | 58.925                         | 58.925                         |
| IV/2004                        | IV/2004                        |                                | 47.810                         | 47.810                         |
| IV/2005                        | IV/2005                        |                                | 33.143                         | 33.143                         |
| IV/2006                        | IV/2006                        |                                | 17.910                         | 17.910                         |
| III/2007                       | III/2007                       |                                | 19.524                         | 19.524                         |
| Quelle: IVW                    |                                |                                |                                |                                |

| Anzahl der Abonnements | Anzahl der Abonnements | Anzahl der Abonnements | Anzahl der Abonnements | Anzahl der Abonnements |
| ---------------------- | ---------------------- | ---------------------- | ---------------------- | ---------------------- |
| Quartal                |                        |                        | Abos a                 |                        |
| IV/1999                | IV/1999                |                        | 3.725                  | 3.725                  |
| IV/2000                | IV/2000                |                        | 13.466                 | 13.466                 |
| IV/2001                | IV/2001                |                        | 11.078                 | 11.078                 |
| IV/2002                | IV/2002                |                        | 11.097                 | 11.097                 |
| IV/2003                | IV/2003                |                        | 9.298                  | 9.298                  |
| IV/2004                | IV/2004                |                        | 7.954                  | 7.954                  |
| IV/2005                | IV/2005                |                        | 6.374                  | 6.374                  |
| IV/2006                | IV/2006                |                        | 5.442                  | 5.442                  |
| III/2007               | III/2007               |                        | 4.535                  | 4.535                  |
| Quelle: IVW            |                        |                        |                        |                        |